# Poppenholz (Naturschutzgebiet)
Das Naturschutzgebiet Poppenholz liegt auf dem Gebiet des unterfränkischen Landkreises Rhön-Grabfeld. Das Gebiet erstreckt sich südöstlich von Irmelshausen und nordöstlich von Ottelmannshausen. Westlich verläuft die St 2275, südlich fließt der Pfuhlgraben, am nördlichen und östlichen Rand des Gebietes verläuft die Landesgrenze zu Thüringen. Nördlich und östlich direkt anschließend – auf thüringischem Gebiet – erstreckt sich das FFH-Gebiet Grenzstreifen am Galgenberg - Milzgrund - Warthügel.

## Bedeutung
Das 210,36 ha große Gebiet mit der Nr. NSG-00386.01 wurde im Jahr 1991 unter Naturschutz gestellt. 